# Zolotjiv
Zolotjiv (ukrainsk: Золочів, tr. Zolotjiv; polsk: Złoczów; tysk: Solotschiw; jiddisch: זלאָטשאָווו, tr. Zlotshov) er en lille by af distriktsmæssig betydning i Lviv oblast i Ukraine, det administrative centrum for Zolotjiv rajon. Den er vært for administrationen af Zolotjiv hromada, en af hromadaerne i Ukraine. Byen ligger 60 kilometer øst for Lviv ved Hovedvej H02 Lviv-Ternopil og jernbanelinjen Krasne-Ternopil. Byen havde i 2021 en befolkning på omkring 23.986, og dækker et areal på 11,64 km².

## Galleri
- Zolotjiv Slot (en)
- Zolotjiv Slot
- Maria Himmelfarts Kirke i Zolotjiv
- Interiør i Maria Himmelfarts Kirke
- Sankt Nicholas Kirke
- Opstandelseskirken
- Klosteret af Sankt Basilius den Stores Orden
- Opstandelseskirken
- Gamle huse i centrum
- Gamle huse i centrum
- Gamle huse i centrum
- Gamle huse i cntrum